# 诺夫勒堡
诺夫勒堡（法語：Neauphle-le-Château，法語發音：[nofl lə ʃɑto] ⓘ）是法国中北部法兰西岛大区伊夫林省的一个市镇，属于朗布依埃区。 

## 地理
诺夫勒堡（48°48'52"N, 1°54'8"E）面积2.15 平方千米，位于法国法蘭西島大區伊夫林省，该省份为法国北部内陆省份，北起瓦兹河谷省，西接厄尔省，西南接厄尔-卢瓦省，东南接埃松省，东临上塞纳省。
与诺夫勒堡接壤的市镇（或旧市镇、城区）包括：圣日耳曼-德拉格朗日、茹阿尔蓬沙尔特兰、普莱西尔、维利耶-圣弗雷德里克。

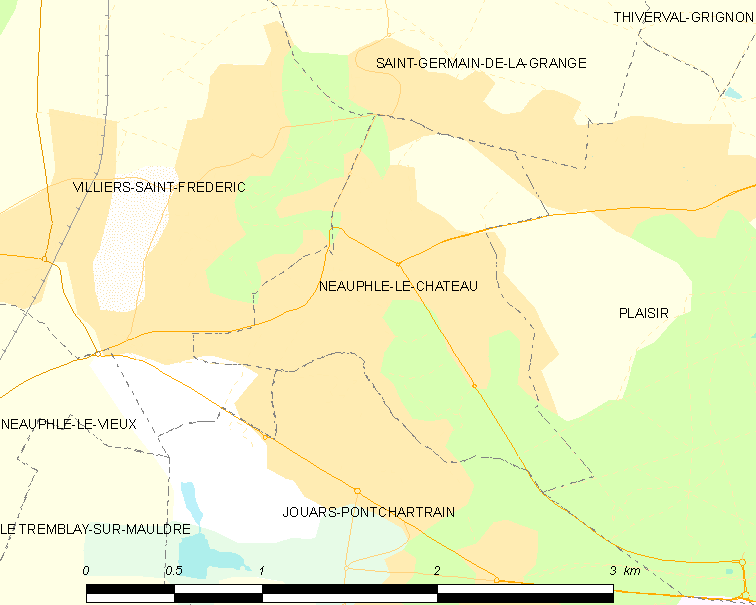
诺夫勒堡的OSM定位图

诺夫勒堡的时区为UTC+01:00、UTC+02:00（夏令时）。

## 行政
诺夫勒堡的邮政编码为78640，INSEE市镇编码为78442。

## 政治
诺夫勒堡所属的省级选区为欧贝让维尔县。

## 人口

1962-2008年间诺夫勒堡人口变化图示

诺夫勒堡于2022年1月1日时的人口数量为3295人。